# レオと三日月
『レオと三日月』（レオとみかづき）は、木下ほのかによる日本の漫画作品。『りぼん』（集英社）にて、2022年2月号から2024年8月号まで連載。　

## あらすじ
星が好きで、中学では天文部に入ろうと思っていた天野月。しかし天文部は廃部状態。そこで月は、天文部の部室を勝手に使っていた夜高千晃に、部員になってもらおうと努力する。
天文部で一緒に活動をしているうちに月は千晃を好きになる。その後、七星が3人目の部員となる。一旦は振られてしまうものの、二人は両思いに。みんなの協力があって、文化祭は大成功した。しかし、後夜祭でエマ先輩が千晃に告白。天文部に入部し、月に宣戦布告を…

## 登場人物
声はりぼんチャンネルのまんが動画の担当声優。
天野月（あまの あかり）
声 - 小室洋子
元気いっぱいの中学一年生。誰よりも星好きで、よく星語りしている。チャームポイントはツインテール。千晃が好き。
夜高千晃（よだか ちあき）
声 - 長野嵩
勉強第一。切れ味鋭いナイフのようにクール。知らないことがあるのが嫌なタイプ。七星が頭脳明晰なので、張り合っている。
滝沢琴（たきざわ こと）
声 - 齋田華帆（代役・丸山美紀）
月の親友。クール。よく食べるけど、太らない体質。弓道部。友達が月以外いない。
七星陽（ななせ はる）
声 - 荒木命
天文部へ新加入。間が抜けているが、頭脳明晰。テストは学年一位だったが、名前を書き忘れたせいで。どこでも寝れるせいで、月が踏んでしまった。ユーチュー部と兼部。
東城瑛茉（とうじょう えま）
声 - 成島舞
ファンクラブがあるくらい人気者の先輩。モデル並みに可愛い。千晃を狙っている。

## 書誌情報
- 木下ほのか 『レオと三日月』 集英社 〈りぼんマスコットコミックス〉、既刊7巻（2024年4月24日現在）
  1. 2022年6月23日発売[4][5]、『りぼん』2022年2月号[1] - 5月号、ISBN 978-4-08-867671-5
    - レオと三日月 第0星[6]（『りぼんスペシャル』2022年1月冬の大増刊号）

  2. 2022年9月22日発売[7]、『りぼん』2022年6月号 - 9月号[8]、ISBN 978-4-08-867681-4
    - レオと三日月 番外編[9]（『りぼんスペシャル』2022年4月春の大増刊号）

  3. 2023年1月25日発売[10]、『りぼん』2022年10月号 - 2023年1月号、ISBN 978-4-08-867699-9
    - レオと三日月 番外編（『りぼんスペシャル Black』2022年8月夏の大増刊号）
    - Dear Sister[11][12]（『yoi』2022年7月9日配信[13][14]、読み切り“生理”マンガ）

  4. 2023年5月25日発売[15]、ISBN 978-4-08-867713-2
  5. 2023年8月24日発売[16]、ISBN 978-4-08-867726-2
  6. 2023年12月25日発売[17]、ISBN 978-4-08-867741-5
  7. 2024年4月24日発売[18]、ISBN 978-4-08-867753-8